# Казьке міське поселення
Ка́зьке міське поселення (рос. Казское городское поселение) — сільське поселення у складі Таштагольського району Кемеровської області Росії.
Адміністративний центр — селище міського типу Каз.

## Населення
Населення — 4092 особи (2019; 4666 в 2010, 5026 у 2002).

## Склад
До складу поселення входять:
| Населений пункт | Населення, осіб (2002) | Населення, осіб (2010) |
| --------------- | ---------------------- | ---------------------- |
| Каз, смт        | 4977                   | 4623                   |
| Тенеш, селище   | 49                     | 43                     |